# 德国邮政巴士
德国邮政巴士（Deutsche Post Mobility GmbH）于2013年1月14日以“全德汽车俱乐部-邮政巴士（ADAC Postbus）”的名字建立并开始作为一个长途大巴公司的正式运营。2015年4月1日，全德汽车俱乐部正式退出线路经营，自此，公司改名为“德国邮政巴士”（Postbus）。2016年11月1日起，德国邮政巴士所有线路并入弗利克斯巴士的线路网，从此以后德国邮政巴士便退出了德国乃至欧洲的大巴市场。